# Teboho Mokoena (football, 1997)
Pour les articles homonymes, voir Teboho Mokoena.
Teboho Mokoena, né le 24 janvier 1997 à Bethlehem, est un footballeur international sud-africain qui évolue au poste de défenseur au Mamelodi Sundowns. Il est le fils du footballeur Aaron Mokoena.

## Biographie

### Carrière en club
Né à Bethlehem en Afrique du Sud, Teboho Mokoena est formé par le Supersport United FC, où il commence sa carrière professionnelle en championnat d'Afrique du Sud,.
En janvier 2022, il est transféré au Mamelodi Sundowns,, où il continue à s'épanouir en en Championnat sud-africain, et en Ligue des champions de la CAF.

### Carrière en sélection
Mokoena est international avec l'équipe d'Afrique du Sud des moins de 20 ans.
En juillet 2017, Mokoena est convoqué pour la première fois avec l'équipe senior d'Afrique du Sud. Il honore sa première sélection le 15 juillet, lors des éliminatoires du Championnat d'Afrique des nations 2018, contre le Botswana.
En janvier 2024, il est convoqué par Hugo Broos pour prendre part à la Coupe d'Afrique des nations en Côte d'Ivoire.
L'Afrique du Sud s'illustre en éliminant le Maroc, grand favori de la compétition après ses exploits en Coupe du monde. Les sud-africains l'emportent 2-0 en huitième de finale face aux marocains,,. Mokoena est l'auteur du deuxième but, marqué directement sur coup franc, se voyant également élu homme du match.